# 宇野爱海
宇野爱海（日语：宇野愛海，1998年3月19日—），日本女演员，曾為女子偶像团体私立惠比寿中学成员。栃木縣出身，所属經紀公司為jungle。

## 經歷
宇野爱海最初在7岁时由星尘传播星探选中，而后作为儿童模特兒、儿童演员开始演艺生涯。
2009年8月4日，宇野爱海作为2号成员（学员），与七木奏音、瑞季、宫崎玲奈、真山麗花共5人，选入桃色幸运草Z姐妹团私立惠比寿中学一期。
2010年11月23日，宇野爱海在“惠比祭”（エビ☆フェス），宣布将在2011年1月10日进行的“3B junior从零开始守候SUNPLAZA”（3B juniorのZEROからスタート 待ってろサンプラザ!!），从团体结业（转校）。
即将國小毕业的宇野爱海正式结束约1年的团体及偶像明星生涯，同时宣布专注演员事业。
2022年10月1日，宇野爱海離開星尘传播並移籍新经纪公司jungle。

## 人物
身高168公分（2015年），血型A型。興趣是弓道、行为学。專長是汉语，例如从一到十的四字歇后语绕口令。
一般自称和被昵称“宇野ちゃん”（音读：乌诺酱），直译“小宇野”。

## 出演

### 电影
1. 《Whisper：她的悄悄话(Whisper～だから彼女はささやいた～)》（2008年5月）
2. 《你是我的未来(きみは僕の未来)》（2009年）
3. UNIJAPAN《我们歌唱的时光》（わたしたちがうたうとき）（2011年）饰大场辉夏[5]
4. 《人怖：真正恐怖的是人类(ヒトコワ　-ほんとに怖いのは人間-)》（2012年12月5日）
5. 《A Sparkle of Life(燦燦 -さんさん-)》（2013年11月16日）饰鶴本沙穂

### 电视剧
1. 东京电视台《因为有你在(あるがままの君でいて)》（2008年11月）
2. 东京电视台《迷之转校生(日语：なぞの転校生)》（2014年1月10日）饰春日愛[6]
3. 东京电视台《超人力霸王Orb(日语：ルトラマンオーブ)》（2016年7月9日－12月24日）饰霧島晴香
4. 东京电视網《偶像學園Planet！》(日语：アイカツプラネット!)（2021年1月10日－6月27日）饰陽明咲／Rose

### 舞台
1. 《被告人：裁判记录(被告人～裁判記録より～)》（2013年8月27日－9月1日）[7]
2. 《契诃夫〈海鸥〉(チェーホフ「かもめ」)》（2014年2月26日－ 3月2日）A组

### 音乐电影
1. ZONE《treasure of the heart：你与我的奇迹(treasure of the heart～キミとボクの奇跡～)》（2012年6月6日）

### 广告
1. 东海渍物《黄瓜小可爱：大釜篇(きゅうりのキューちゃん～大釜篇～)》（2008年）
2. 资生堂《SEABREEZE》（2013年2月21日）

### 书籍
1. 《好朋友(なかよし)》8月号（2007年）
2. 《Pure☆Pure vol.48》
3. 《好朋友》12月号 （2009年11月2日）
4. 《ciao(ちゃお)8月号〈梅沙莫特剧院第２弹(めちゃモテシアター第２弾)〉》（2010年7月3日）
5. 产经新闻《夕刊富士(夕刊フジ》（2010年8月24日）[8]

### 网络
1. OCN《OG凹版(OGグラビア)〈Girls！Girls！Girls！〉》